# Рюдберг, Виктор
Виктор Рюдберг (швед. Viktor Rydberg; 18 декабря 1828, Йёнчёпинг — 21 сентября 1895, Юрсхольм) — шведский писатель

, поэт, переводчик, журналист и историк культуры; член Шведской академии. Творчество Рюдберга, близкое романтизму, оказало большое влияние на литературу Швеции.

## Биография и творчество
Виктор Рюдберг родился в 1828 году в Йёнчёпинге. Его родителями были тюремный смотритель Юхан Рюдберг и его жена Хедвиг Кристина, урождённая Дукер, имевшая образование акушерки. Виктор был младшим из пятерых детей. В 1834 году, когда мальчику было шесть лет, его мать умерла во время эпидемии холеры. Для Юхана Рюдберга смерть жены стала большим ударом; он начал пить и перестал заботиться о детях. В конце концов дети оказались в приёмных семьях, однако Виктору пришлось пережить ещё одну катастрофу: дом, в котором жила его новая семья, сгорел во время пожара. По всей видимости, пережитые в детстве несчастья оказали большое влияние на личность и последующее творчество Рюдберга.

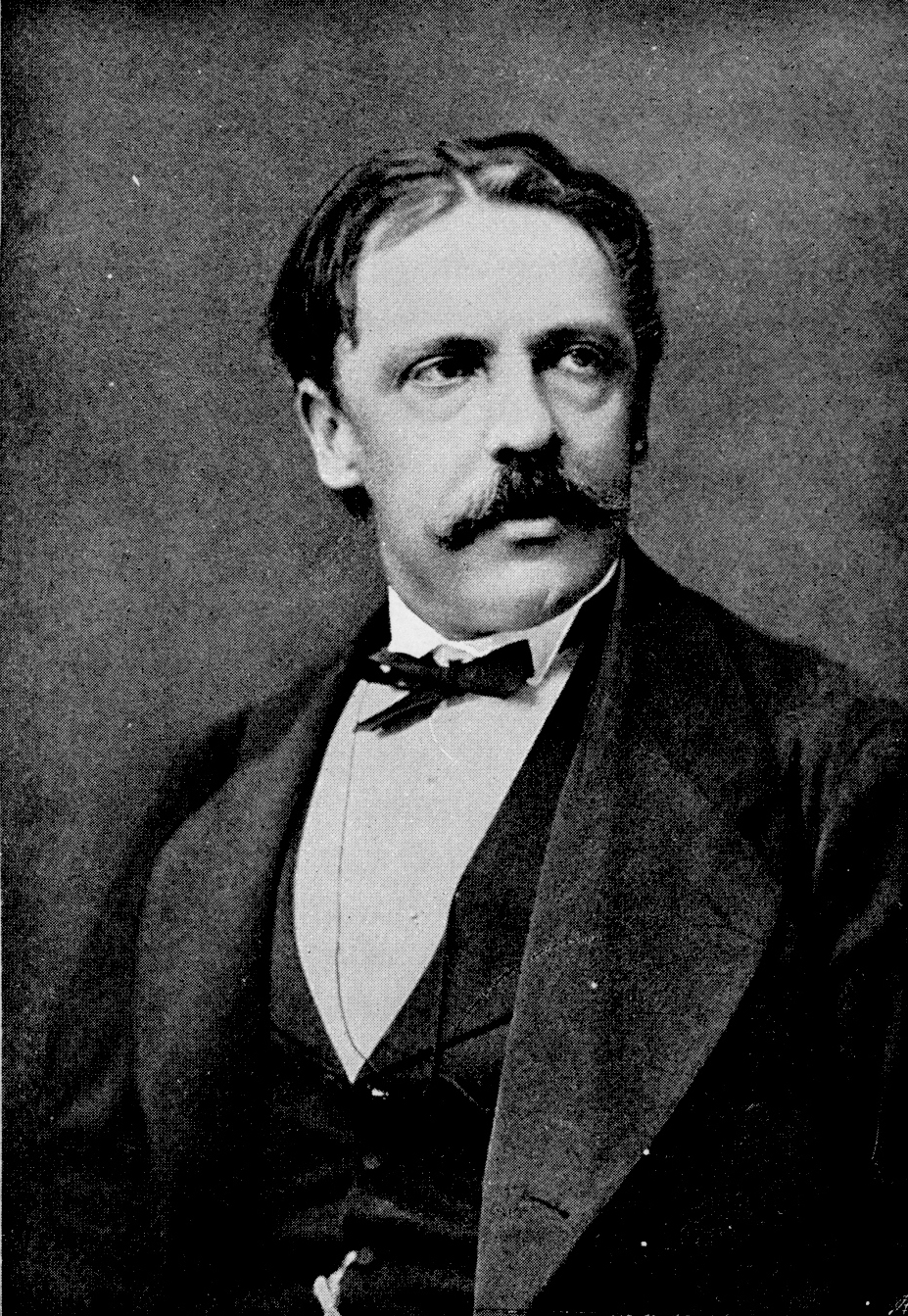
Виктор Рюдберг. Фотография 1876 года

Виктор посещал школу в Йёнчёпинге, а также учился в течение двух лет в гимназии Векшё. Не окончив курс (вероятно, из-за нехватки денег), он вернулся в Йёнчёпинг, где его заметил Юхан Сундвалль, редактор местной газеты. Рюдберг начал работать у него, а в 1848 году, когда Сундвалль переехал в Гётеборг, отправился вслед за ним. В те же годы он начал пробовать себя в сочинительстве. После того как Сундвалль, бежавший в Америку, уволил своего протеже, Рюдберг работал журналистом и репетитором, а также начал изучать юриспруденцию в Лундском университете. Однако учёной степени он не получил — вероятно, опять же из-за своей бедности — и в 1855 году вернулся к журналистике.
Параллельно с занятиями журналистикой развивалось и литературное дарование Рюдберга. В 1857 вышел его приключенческий роман на исторический сюжет, «Корсар на Балтийском море»; в 1858 году — «Сингоалла», романтическая история любви цыганской девушки во время чумы, действие которой также происходит в эпоху Средневековья. В 1859 году был опубликован наиболее амбициозный и зрелый роман Рюдберга, «Последний афинянин», в котором борьба философских и религиозных идей происходит на фоне захватывающего сюжета. По своему языку и художественным образам он принадлежит к лучшим произведениям шведской классической литературы.
Постепенно теологические и философские, а затем также исторические и филологические исследования стали занимать всё бо́льшую часть времени писателя. В 1862 году он опубликовал антицерковное исследование «Библейское учение о Христе», в котором утверждал, что Христос не был Богом. Последующая полемика с представителями духовенства стоила Рюдбергу немалых душевных сил и ввергла его в состояние депрессии.
В 1870-х годах Рюдберг был, в течение короткого времени, членом Шведского парламента. Он также читал публичные лекции на философские и эстетические темы, по истории искусства и истории культуры. Рюдберг глубоко интересовался научными и лингвистико-историческими проблемами; выступал за лингвистическую реформу, призванную уменьшить число заимствований из немецкого языка (подобный языковой пуризм был свойствен и его собственному творчеству).

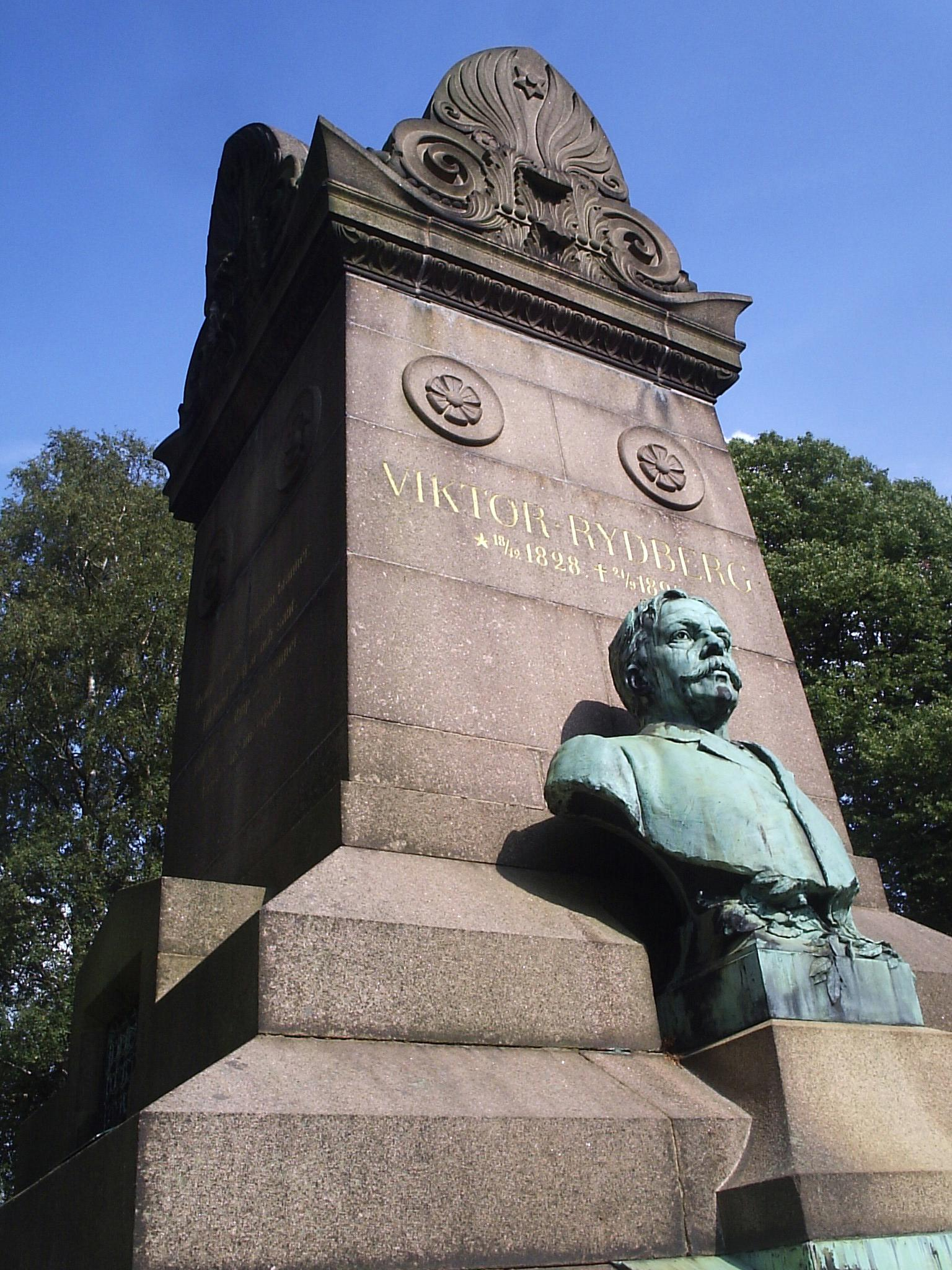
Могила Виктора Рюдберга в Гётеборге

В 1874 году Рюдберг посетил Рим и некоторое время проживал в Италии. Там он написал «Римские дни»: произведение, в котором отразился его интерес к классической античности. В 1876 году он завершил перевод первой части «Фауста» Гёте, над которым работал долгие годы. В 1879 году Рюдберг женился на Сюзен Хассельблад (ранее, в 1865 году, он был помолвлен с Хильмой Гибсон, но впоследствии помолвка была расторгнута).
В конце 1870-х — 1880-х годах Рюдберг писал преимущественно стихотворения, впоследствии вышедшие в двух томах в 1882 и в 1891 годах. Его лирике свойственны меланхолия и пессимизм, ностальгия по утраченному детству. Поэзия Рюдберга, отличающаяся высоким мастерством стиха, поставила его в один ряд с такими выдающимися шведскими поэтами, как Эсайас Тегнер и Эрик Стагнелиус.
В 1877 году Рюдберг стал почётным доктором Уппсальского университета. В 1878 году он был избран членом Шведской Академии; в 1884 году стал профессором Стокгольмского университета. В 1880-х годах основной областью его интересов была мифология; в 1886 и 1889 годах вышли, в двух томах, его обширные «Исследования по германской мифологии». В 1891 году был опубликован его последний роман, «Оружейный мастер», посвящённый эпохе Реформации в Швеции.
24 мая 1895 года Виктор Рюдберг умер в Юрсхольме, где прожил последние годы своей жизни. Литературное наследие Рюдберга, его эстетические и философские идеи оказали большое влияние на культуру Швеции.